# Temnothorax

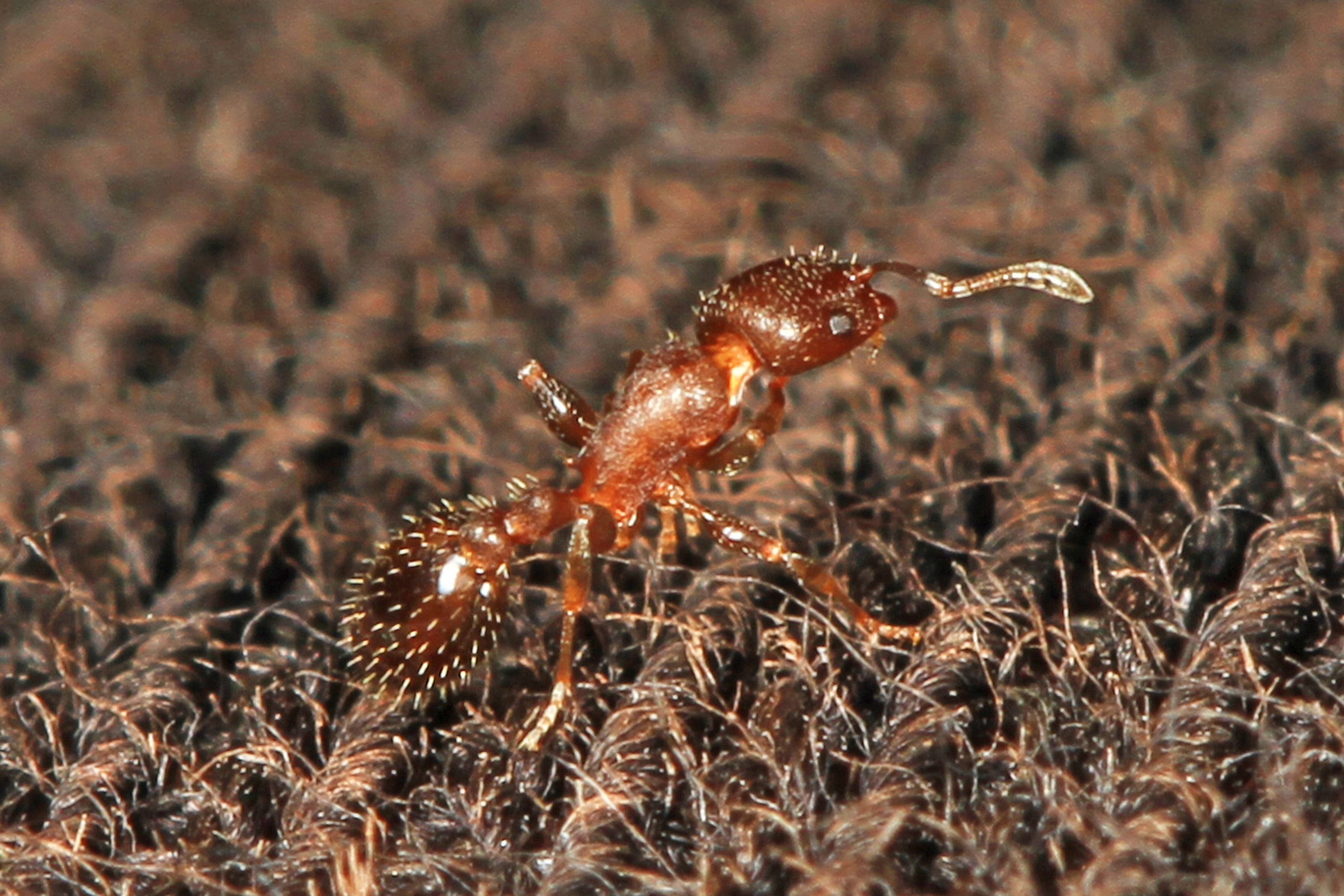
Temnothorax schaumii, Maryland

Temnothorax là một chi của kiến trong phân họ Myrmicinae. Chi này có hơn 350 loài.

## Một số loài
- Leptothorax werneri Radchenko, 1993
- Temnothorax adlerzi (Douwes, Jessen & Buschunger, 1988)
- Temnothorax affinis (Mayr, 1855)
- Temnothorax alayoi (Baroni Urbani, 1978)
- Temnothorax albipennis (Curtis, 1854)
- Temnothorax albispinus (Wheeler, 1908)
- Temnothorax algiricus (Forel, 1895)
- Temnothorax alinae (Radchenko, 1993)
- Temnothorax allardycei (Mann, 1920)
- Temnothorax alpinus (Ruzsky, 1902)
- Temnothorax ambiguus (Emery, 1895)
- Temnothorax americanus (Emery, 1895)
- Temnothorax anacanthus (Santschi, 1912)
- Temnothorax anaphalantus Snelling, Borowiec & Prebus, 2014
- Temnothorax andrei (Emery, 1895)
- Temnothorax androsanus (Wheeler, 1905)
- Temnothorax angustulus (Nylander, 1856)
- Temnothorax annexus (Baroni Urbani, 1978)
- Temnothorax annibalis (Santschi, 1909)
- Temnothorax anodonta (Arnoldi, 1977)
- Temnothorax anodontoides (Dlussky & Zabelin, 1985)
- Temnothorax antigoni (Forel, 1911)
- Temnothorax arboreus Snelling, Borowiec & Prebus, 2014
- Temnothorax arcanus (Kutter, 1973)
- Temnothorax archangelskiji (Kuznetsov-Ugamsky, 1926)
- Temnothorax arenarius (Santschi, 1908)
- Temnothorax argentipes (Wheeler, 1928)
- Temnothorax arimensis (Azuma, 1977)
- Temnothorax arpini (Tarbinsky, 1976)
- Temnothorax atlantis (Santschi, 1911)
- Temnothorax augusti (Baroni Urbani, 1978)
- Temnothorax auresianus (Santschi, 1929)
- Temnothorax aveli (Bondroit, 1918)
- Temnothorax aztecus (Wheeler, 1931)
- Temnothorax baeticus (Emery, 1924)
- Temnothorax barbouri (Aguayo, 1931)
- Temnothorax barroi (Aguayo, 1931)
- Temnothorax barryi (Cagniant, 1967)
- Temnothorax bermudezi (Wheeler, 1931)
- Temnothorax bernardi (Espadaler, 1982)
- Temnothorax birgitae (Schulz, 1994)
- Temnothorax blascoi (Espasaler, 1997)
- Temnothorax bradleyi (Wheeler, 1913)
- Temnothorax brauneri (Ruzsky, 1905)
- Temnothorax bruneri (Mann, 1924)
- Temnothorax brunneus (Cagniant, 1985)
- Temnothorax bucheti (Santschi, 1909)
- Temnothorax bugnioni (Forel, 1894)
- Temnothorax bulgaricus (Forel, 1892)
- Temnothorax cabrerae (Forel, 1893)
- Temnothorax caesari (Espadaler, 1997)
- Temnothorax cagnianti (Tinaut, 1983)
- Temnothorax caguatan Snelling, Borowiec & Prebus, 2014
- Temnothorax canescens (Santschi, 1908)
- Temnothorax carinatus (Cole, 1957)
- Temnothorax cenatus (Bolton, 1982)
- Temnothorax ciferrii (Menozzi & Russo, 1930)
- Temnothorax clypeatus (Mayr, 1853)
- Temnothorax confucii (Forel, 1912)
- Temnothorax congruus (Smith, 1874)
- Temnothorax convexus (Forel, 1894)
- Temnothorax cornibrevis (Collingwood, 1961)
- Temnothorax corsicus (Emery, 1895)
- Temnothorax corticalis (Schenck, 1852)
- Temnothorax crassispinus (Karavaiev, 1926)
- Temnothorax creightoni (Mann, 1929)
- Temnothorax creolus (Baroni Urbani, 1978)
- Temnothorax crepuscularis (Tinaut, 1994)
- Temnothorax cristinae (Espadaler, 1997)
- Temnothorax curtulus (Santschi, 1929)
- Temnothorax curvispinosus (Mayr, 1866)
- Temnothorax darlingtoni (Wheeler, 1937)
- Temnothorax delaparti (Forel, 1890)
- Temnothorax desertorum Dlussky & Soyunov, 1988
- Temnothorax desioi (Menozzi, 1939)
- Temnothorax dessyi (Menozzi, 1936)
- Temnothorax discoloratus (Arnoldi, 1977)
- Temnothorax dissimilis (Aguayo, 1932)
- Temnothorax duloticus (Wesson, 1937)
- Temnothorax eburneipes (Wheeler, 1927)
- Temnothorax exilis (Emery, 1869)
- Temnothorax finzii (Menozzi, 1925)
- Temnothorax flavicornis (Emery, 1870)
- Temnothorax flavidulus (Wheeler & Mann, 1914)
- Temnothorax flavispinus (André, 1883)
- Temnothorax foreli (Santschi, 1907)
- Temnothorax formosus (Santschi, 1909)
- Temnothorax fuentei (Santschi, 1919)
- Temnothorax fultonii (Forel, 1902)
- Temnothorax fumosus (Ruzsky, 1923)
- Temnothorax furunculus (Wheeler, 1909)
- Temnothorax fuscatus (Mann, 1920)
- Temnothorax gaetulus (Santschi, 1923)
- Temnothorax gallae (Smith, 1949)
- Temnothorax gibbifer (Baroni Urbani, 1978)
- Temnothorax glaesarius (Wheeler, 1915) †
- Temnothorax goniops (Baroni Urbani, 1978)
- Temnothorax gordiagini (Ruzsky, 1902)
- Temnothorax gracilicornis (Emery, 1882)
- Temnothorax gracilis (Mayr, 1868) †
- Temnothorax graecus (Forel, 1911)
- Temnothorax gredosi (Espadaler & Collingwood, 1982)
- Temnothorax grouvellei (Bondroit, 1918)
- Temnothorax gundlachi (Wheeler, 1913)
- Temnothorax hadrumetensis (Santschi, 1918)
- Temnothorax hesperius (Santschi, 1909)
- Temnothorax hispaniolae (Baroni Urbani, 1978)
- Temnothorax hispidus (Cole, 1957)
- Temnothorax huehuetenangoi (Baroni Urbani, 1978)
- Temnothorax hystriculus (Wheeler, 1915) †
- Temnothorax ibericus (Menozzi, 1922)
- Temnothorax inermis (Forel, 1902)
- Temnothorax inquilinus Ward, Brady, Fisher & Schultz, 2014
- Temnothorax interruptus (Schenck, 1852)
- Temnothorax iranicus (Radchenko, 1993)
- Temnothorax iris (Roger, 1863)
- Temnothorax isabellae (Wheeler, 1908)
- Temnothorax italicus (Consani, 1952)
- Temnothorax ixili (Baroni Urbani, 1978)
- Temnothorax jailensis (Arnoldi, 1977)
- Temnothorax janushevi (Radchenko, 1993)
- Temnothorax kaszabi (Pisarski, 1969)
- Temnothorax kemali (Santschi, 1934)
- Temnothorax kirghizicus (Tarbinsky, 1976)
- Temnothorax knipovitshi (Karavaiev, 1916)
- Temnothorax korbi (Emery, 1922)
- Temnothorax koreanus (Teranishi, 1940)
- Temnothorax kraussei (Emery, 1915)
- Temnothorax kurilensis (Radchenko, 1993)
- Temnothorax kutteri (Cagniant, 1973)
- Temnothorax laciniatus (Stitz, 1917)
- Temnothorax laestrygon (Santschi, 1931)
- Temnothorax laetus (Wheeler, 1937)
- Temnothorax lagrecai (Baroni Urbani, 1964)
- Temnothorax laurae (Emery, 1884)
- Temnothorax leoni (Arnoldi, 1971)
- Temnothorax lereddei (Bernard, 1953)
- Temnothorax leucacanthus (Baroni Urbani, 1978)
- Temnothorax leviceps (Emery, 1898)
- Temnothorax lichtensteini (Bondroit, 1918)
- Temnothorax longaevus (Wheeler, 1915) †
- Temnothorax longipilosus (Santschi, 1912)
- Temnothorax longispinosus (Roger, 1863)
- Temnothorax luteus (Forel, 1874)
- Temnothorax manni (Wheeler, 1914)
- Temnothorax marocana (Santschi, 1909)
- Temnothorax mauritanicus (Santschi, 1909)
- Temnothorax maurus (Santschi, 1921)
- Temnothorax mediterraneus Ward, Brady, Fisher & Schultz, 2014
- Temnothorax megalops (Hamann & Klemm, 1967)
- Temnothorax melas (Espadaler, Plateux & Casevitz-Weulersse, 1984)
- Temnothorax melleus (Forel, 1904)
- Temnothorax melnikovi (Ruzsky, 1905)
- Temnothorax minozzii (Santschi, 1922)
- Temnothorax minutissimus (Smith, 1942)
- Temnothorax miserabilis (Santschi, 1918)
- Temnothorax mongolicus (Pisarski, 1969)
- Temnothorax monjauzei (Cagniant, 1968)
- Temnothorax morongo Snelling, Borowiec & Prebus, 2014
- Temnothorax mortoni (Aguayo, 1937)
- Temnothorax muellerianus (Finzi, 1922)
- Temnothorax myersi (Wheeler, 1931)
- Temnothorax myrmiciformis Snelling, Borowiec & Prebus, 2014
- Temnothorax nadigi (Kutter, 1925)
- Temnothorax naeviventris (Santschi, 1910)
- Temnothorax nassonovi (Ruzsky, 1895)
- Temnothorax nevadensis (Wheeler, 1903)
- Temnothorax niger (Forel, 1894)
- Temnothorax nigricans (Baroni Urbani, 1978)
- Temnothorax nigriceps (Mayr, 1855)
- Temnothorax nigritus (Emery, 1878)
- Temnothorax nitens (Emery, 1895)
- Temnothorax normandi (Santschi, 1912)
- Temnothorax nuwuvi Snelling, Borowiec & Prebus, 2014
- Temnothorax nylanderi (Foerster, 1850)
- Temnothorax obliquicanthus (Cole, 1953)
- Temnothorax obturator (Wheeler, 1903)
- Temnothorax ocarinae (Baroni Urbani, 1978)
- Temnothorax oraniensis (Forel, 1894)
- Temnothorax oxianus (Ruzsky, 1905)
- Temnothorax paiute Snelling, Borowiec & Prebus, 2014
- Temnothorax pallidipes (Santschi, 1910)
- Temnothorax pallidus (Collingwood, 1961)
- Temnothorax pamiricus (Ruzsky, 1902)
- Temnothorax pan (Santschi, 1936)
- Temnothorax pardoi (Tinaut, 1987)
- Temnothorax parvulus (Schenck, 1852)
- Temnothorax pastinifer (Emery, 1894)
- Temnothorax pelagosanus (Müller, 1923)
- Temnothorax peninsularis (Wheeler, 1934)
- Temnothorax pergandei (Emery, 1895)
- Temnothorax personatus (Cagniant, 1987)
- Temnothorax peyerimhoffi (Santschi, 1929)
- Temnothorax pilagens Snelling, Borowiec & Prebus, 2014
- Temnothorax placivus (Wheeler, 1915) †
- Temnothorax platycephalus (Espadaler, 1997)
- Temnothorax platycnemis (Wheeler, 1937)
- Temnothorax poeyi (Wheeler, 1913)
- Temnothorax politus (Smith, 1939)
- Temnothorax porphyritis (Roger, 1863)
- Temnothorax praecreolus (De Andrade, 1992) †
- Temnothorax pseudandrei Snelling, Borowiec & Prebus, 2014
- Temnothorax pulchellus (Emery, 1894)
- Temnothorax punicans (Roger, 1863)
- Temnothorax purpuratus (Roger, 1863)
- Temnothorax quasimodo Snelling, Borowiec & Prebus, 2014
- Temnothorax racovitzai (Bondroit, 1918)
- Temnothorax ravouxi (André, 1896)
- Temnothorax recedens (Nylander, 1856)
- Temnothorax reduncus (Wang & Wu, 1988)
- Temnothorax risii (Forel, 1892)
- Temnothorax rogeri Emery, 1869
- Temnothorax rothneyi (Forel, 1902)
- Temnothorax rottenbergii (Emery, 1870)
- Temnothorax rougeti (Bondroit, 1918)
- Temnothorax rugatulus (Emery, 1895)
- Temnothorax sallei (Guerin-Meneville, 1852)
- Temnothorax salvini (Forel, 1899)
- Temnothorax sardous (Santschi, 1909)
- Temnothorax satunini (Ruzsky, 1902)
- Temnothorax saxonicus (Seifert, 1995)
- Temnothorax schaufussii (Forel, 1879)
- Temnothorax schaumii (Roger, 1863)
- Temnothorax schmittii (Wheeler, 1903)
- Temnothorax schurri (Forel, 1902)
- Temnothorax schwarzi (Mann, 1920)
- Temnothorax semenovi (Ruzsky, 1903)
- Temnothorax semiruber (André, 1881)
- Temnothorax senectutis (Baroni Urbani, 1978)
- Temnothorax sentosus Ward, Brady, Fisher & Schultz, 2014
- Temnothorax serviculus (Ruzsky, 1902)
- Temnothorax sevanensis (Arnoldi, 1977)
- Temnothorax shelkovnikovi (Karavaiev, 1926)
- Temnothorax silvestrii (Santschi, 1911)
- Temnothorax singularis (Radchenko, 1993)
- Temnothorax skwarrae (Wheeler, 1931)
- Temnothorax smithi (Baroni Urbani, 1978)
- Temnothorax solerii (Menozzi, 1936)
- Temnothorax sordidulus (Müller, 1923)
- Temnothorax specularis (Emery, 1916)
- Temnothorax spinosior (Forel, 1901)
- Temnothorax spinosus (Forel, 1909)
- Temnothorax splendens (Wheeler, 1905)
- Temnothorax squamifer (Roger, 1863)
- Temnothorax steinbergi (Arnoldi, 1971)
- Temnothorax stenotyle (Cole, 1956)
- Temnothorax stollii (Forel, 1885)
- Temnothorax striatulus (Stitz, 1937)
- Temnothorax stumperi (Kutter, 1950)
- Temnothorax subcingulatus (Emery, 1924)
- Temnothorax subditivus (Wheeler, 1903)
- Temnothorax susamyri (Dlussky, 1965)
- Temnothorax taivanensis (Wheeler, 1929)
- Temnothorax tamarae (Radchenko, 1993)
- Temnothorax tarbinskii (Arnoldi, 1976)
- Temnothorax tauricus (Ruzsky, 1902)
- Temnothorax tebessae (Forel, 1890)
- Temnothorax tenuisculptus (Baroni Urbani, 1978)
- Temnothorax tenuispinus (Santschi, 1911)
- Temnothorax terricola (Mann, 1920)
- Temnothorax terrigena (Wheeler, 1903)
- Temnothorax tesquorum (Arnoldi, 1977)
- Temnothorax texanus (Wheeler, 1903)
- Temnothorax theryi (Santschi, 1921)
- Temnothorax tianschanicus (Tarbinsky, 1976)
- Temnothorax torrei (Aguayo, 1931)
- Temnothorax totonicapani (Baroni Urbani, 1978)
- Temnothorax tramieri (Cagniant, 1983)
- Temnothorax tricarinatus (Emery, 1895)
- Temnothorax tricolor (Santschi, 1925)
- Temnothorax tuberum (Fabricius, 1775)
- Temnothorax turcicus (Santschi, 1934)
- Temnothorax tuscaloosae (Wilson, 1951)
- Temnothorax tyndalei (Forel, 1909)
- Temnothorax unifasciatus (Latreille, 1798)
- Temnothorax universitatis (Espadaler, 1997)
- Temnothorax usunkul (Ruzsky, 1924)
- Temnothorax versicolor (Roger, 1863)
- Temnothorax villarensis (Aguayo, 1931)
- Temnothorax violaceus (Mann, 1924)
- Temnothorax volgensis (Ruzsky, 1905)
- Temnothorax wardi Snelling, Borowiec & Prebus, 2014
- Temnothorax wheeleri (Mann, 1920)
- Temnothorax wollastoni (Donisthorpe, 1940)
- Temnothorax wroughtonii (Forel, 1904)
- Temnothorax zabelini (Radchenko, 1989)
- Temnothorax zaleskyi (Sadil, 1953)